# Howl Baby Howl
Howl Baby Howl er en dansk rockgruppe.
| Musikgruppe | Spire Denne artikel om en dansk musikgruppe er en spire som bør udbygges. Du er velkommen til at hjælpe Wikipedia ved at udvide den. |